# Риго, Андре
Андре Риго (фр. Andre Rigaud); 1761, Ле-Ке, Санто-Доминго (ныне Республика Гаити) — 18 сентября 1811, там же) — политик, военный и государственный деятель, бригадный генерал, участник Революции на Гаити (1791), один из лидеров освободительного движения на Санто-Доминго, вождь мулатов.

## Биография
Мулат. Родился в семье богатого французского плантатора и негритянки-рабыни на юге Санто-Доминго (нынешнее Гаити). Был признан отцом и направлен в Бордо (Франция), где обучался ювелирному искусству. Однако тяга к военной службе, привела его во французскую армию. В 1779 году под командованием Шарля Эктора де Эстена во время войны за независимость США участвовал в сражениях на Гваделупе. Вернувшись на родину и увлёкшись идеями Французской революции, участвовал в революционной борьбе, стал видным представителем интересов рабов в Санто-Доминго.
Приветствовал французскую конституцию, провозгласившую права человека и гражданина, и закреплённое в ней гражданское равенство всех свободных людей.
В 1790 году был наделён уполномоченным Франции военной властью на западе и юге острова. В 1793 году в чине полковника командовал Легионом Равенства (Légion de l'Egalité), в июле того же года — комендант южных провинций Санто-Доминго.
23 июля 1795 года стал бригадным генералом, командующим Западной Армии (Armee de l'Ouest). Сыграл важную роль в отражении британского вторжения и в восстановлении экономики острова, в 1796 году стал фактическим диктатором юга Санто-Доминго, в то время как Туссен-Лувертюр контролировал север.
Среди его офицеров и протеже были одни из первых президентов Гаити А. Петион и Ж. Буайе.
Успехи и положение Туссена-Лувертюра повлекли со стороны Андре Риго череду конфликтов, начавшихся в июне 1799 года с «Войны ножей», в том числе за контроль над Гаити после победы над французскими войсками. Риго одержал решительную победу над вторгшимися англичанами, но Туссен-Лувертюр имел более высокий чин во французской армии. Каждый претендовал на высшее руководство, но большинство поддержало Туссен-Лувертюра. Риго же отказался признать назначение.
Войска Туссена-Лувертюра вторглись на территорию Риго, несмотря на посредничество французского представителя генерала Эдувиля. В июле 1800 года после ряда поражений Риго отправился на остров Сен-Томас, в пути был захвачен в плен американскими корсарами, но на Гваделупе отпущен «под честное слово».
Весной 1801 года он перебрался во Францию и был принят генералом Бонапартом. Возвратился на родину в феврале 1802 года вместе с экспедиционным корпусом генерала Шарля Леклерка, направленным на Санто-Доминго для подавления восстания в Сан-Доминго и восстановления французского колониального господства.
2 апреля 1802 года был отослан генералом Леклерком во Францию и с 28 мая 1802 года проживал под надзором полиции в Пуатье, затем перебрался в Монпелье. В апреле 1803 года был арестован и некоторое время содержался в замке Фор-де-Жу вместе с Туссеном-Лувертюром.
В апреле 1810 года возвратился на Санто-Доминго и с 6 июля командовал Южной Армией (Armee du Midi), находясь в постоянной оппозиции к Петиону и А. Кристофу.